# Велити
Велитите (името им произхожда от velox - бързи) били клас от пехота в Полибийския легион на ранната Римска Република. Велитите били лекопехотна армия въоръжена с леки копия и гладиуси, къси мечове за използване в ръкопашен бой. Рядко носили броня понеже били най-младите и бедни войници в легиона и не са могли да си позволят много екипировка. Носели малки дървени щитове за защита. На главата имали шапки направени от вълча кожа(често от кожата на главата на вълка), за да могат офицерите да ги различават от по-тежките легионери.
Велитите са били около 1000- 1200 във всеки легион. Те са били включвани към всяка манипула от хастати, принципи и триарии. Главната им задача е да досаждат на вражеската армия и да допринесат до разваляне на вражеските формации.Използвали са тънки копия ,които се чупели при изваждане така че да не могат да се използват повторно. Те били тези, които атакували вражеските бойни слонове и колесници, ако присъствали такива в битката; тяхната голяма мобилност и възможност за атака от разстояние ги правила много по-ефективна срещу такъв вид врагове отколкото тежката пехота.
Използването на този вид бойна единица отпаднало след Марианските реформи.